# František Koláček (Geograph)

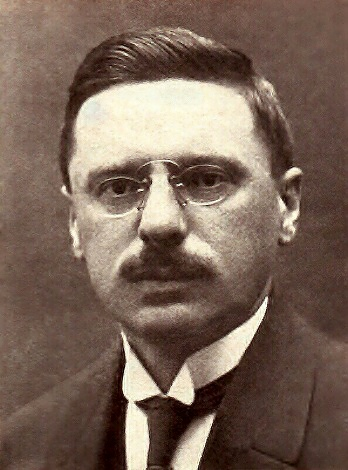
František Koláček

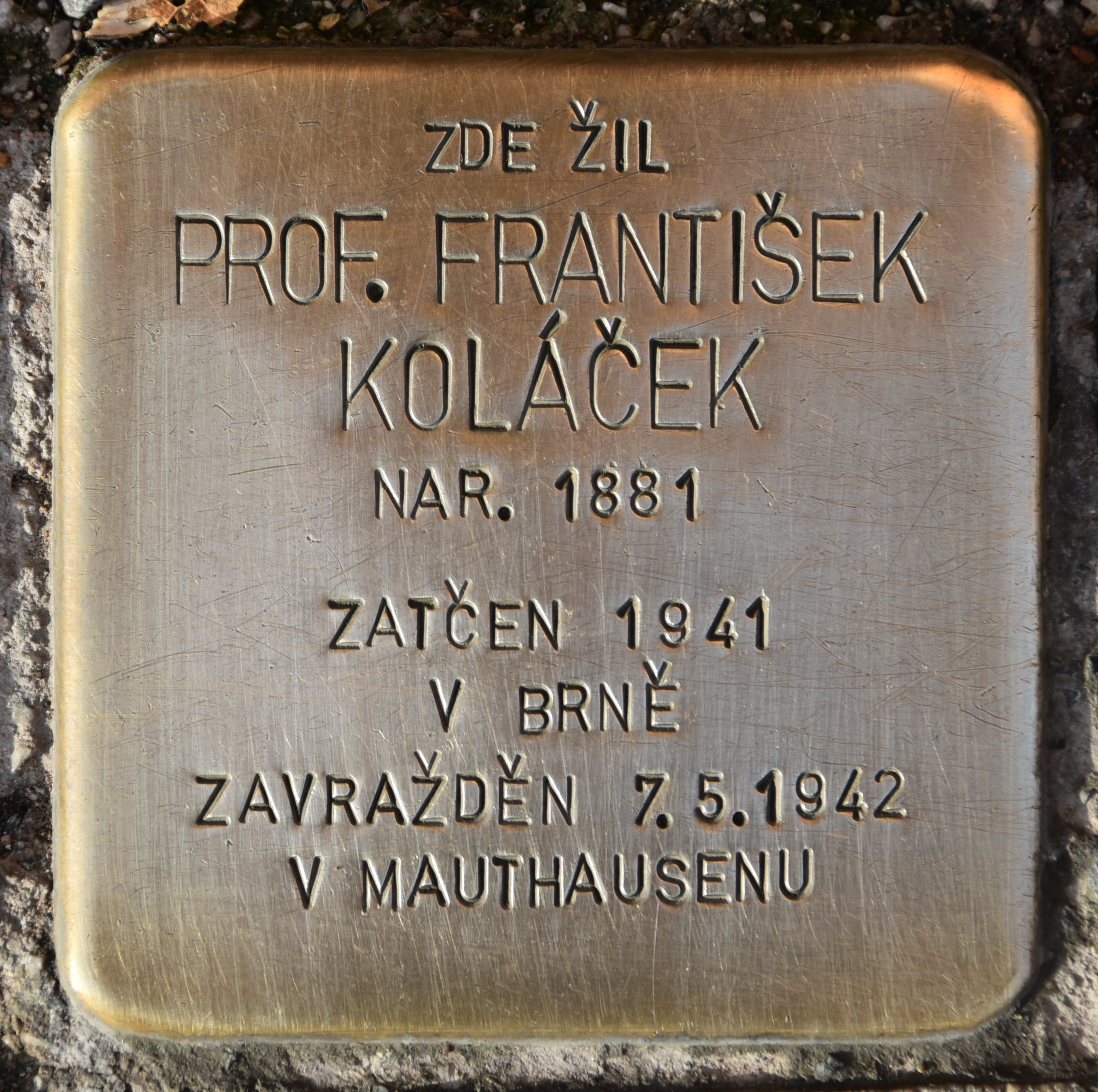
Stolperstein für František Koláček

František Koláček (9. Dezember 1881 in Brünn – 7. Mai 1942 in Mauthausen) war ein tschechischer Geograph und Professor an der Masaryk-Universität, hier gründete er das Geographische Institut. Während der Besatzungszeit schloss er sich dem Widerstand der Brünner Hochschullehrer an, im Januar 1942 wurde er deswegen verhaftet und zum Tode verurteilt. Das Todesurteil wurde in Mauthausen vollstreckt.

## Leben
František Koláček war der Sohn des Physikers und Universitätsprofessors František Koláček und dessen Frau Aloisie Koláčková (geborene Hodičková). Nach dem Besuch des Gymnasiums in Královské Vinohrady (1892–1900) studierte er an der philosophischen Fakultät der Karlsuniversität in Prag (1901–1905), 1906 erhielt er den Titel Doktor der Philosophie. Nach Beendigung des Studiums lehrte er an Schulen in Prag und Pardubice. Ab 1921 lehrte er an der Masaryk-Universität in Brno, zunächst wurde er Dozent für Länderkunde, 1923 wurde er Außerordentlicher Professor mit Spezialisierung auf Geographie, 1929 Ordentlicher Professor. 1931 bis 1932 war er Dekan der Fakultät für Naturwissenschaften und gründete das Institut für Geographie.
Er war Mitglied der Česká geografická společnost (ČGS) (Tschechische Geografische Gesellschaft) und gründete 1924 eine Abteilung in Brünn, deren erster Vorsitzender er wurde.
Am 19. August 1939 heiratete er die Ärztin Miroslava Koláčková (geborene Kuhnová), die  zwei Kinder aus erster Ehe mitbrachte.
Nach der deutschen Besetzung der Tschechoslowakei schloss Koláček sich der Widerstandsbewegung der Brünner Hochschullehrer an. Am 8. August 1941 wurde er deswegen verhaftet und am 13. Januar 1942 vor dem Kriegsgericht in Brünn zum Tode verurteilt. Das Urteil wurde am 7. Mai 1942 im KZ Mauthausen vollstreckt. Bei dieser Massenhinrichtung starben 72 Menschen.

## Ehrungen
- Tschechoslowakisches Kriegskreuz 1939, postum
- St.-Sava-Orden 3. Klasse (Kommandeur)
- Ehrenmitglied des Museumsvereines, postum
- Ehrenmitglied der Česká geografická společnost (ČGS) (Tschechische Geographische Gesellschaft), postum

## Veröffentlichungen
František Koláček machte schon früh durch Publikationen auf sich aufmerksam, ungefähr 100 Werke sind von ihm erschienen.
- Pohyb pobřežních čar. In: Sborník Ceské Spolecnosti Zemevedné. 13, 1907, ZDB-ID 958833-4, S. 33–71, (Bewegung der Küstenlinien).
- Úvod do kartografie čili do nauky o mapách. (= Průvodce vědou a uměním. 9). Nákladem zemského ústředního spolku jednot učitelských v Království Českém, Prag 1913, (Einführung in die Kartographie).
- Karpatská zemětřesení na půdě Republiky Československé (= Spisy vydávané Prírodovedeckou Fakultou Masarykovy University. 6, ZDB-ID 204688-X). Přírodovědecká fakulta Masarykova univerzita, Brünn 1921, (Karpatische Erdbeben auf dem Gebiet der Tschechoslowakischen Republik).
- Jak se změnila mapa světa po válce. Jos. R. Vilímek, Prag 1922, (Wie hat sich die Weltkarte nach dem Kriege verändert).
- Oblastní odtoková mapa Moravy (= Spisy vydávané Přírodovědeckou Fakultou Masarykovy University. 64). Přírodovědecká fakulta Masarykova univerzita, Brünn 1925, (Regionale Abflusskarte von Mähren).
- Systém vodních toků na základě odtoků. (= Spisy vydávané Přírodovědeckou Fakultou Masarykovy University. 47). Přírodovědecká fakulta Masarykova univerzita, Brünn 1925, (Studien über Wasserläufe auf Grund des Abflusses).
- Evropa po stránce fysicky zeměpisné (= Škola vševědná. 5, ZDB-ID 2522750-6). Sfinx, Prag 1926, (Europa bezüglich der physikalischen Geographie).
- Zeměpis Československa (= Vysokoškolské rukověti. Reihe 4: Řada spisů přírodovědných. 1, ZDB-ID 782340-x).  Melantrich, Prag 1934, (Geographie der Tschechoslowakei).
- Počasí jako činitel geografický (= Spisy odboru České společnosti zeměpisné v Brně. Reihe C, 9). Česká společnost zeměpisná, Brünn 1939, (Das Wetter als geographischer Faktor).

## Gedenkstätten
Seiner gedacht wird auf einer Gedenktafel im Gebäude der Sokol Brno I, auf einem Denkmal für Lehrer der Naturwissenschaftlichen Fakultät in der Masaryk-Universität. Auch in der Masaryk-Universität befindet sich eine weitere Gedenktafel für die Opfer des geographischen Institutes; auch hier ist er eins der drei Opfer der Besatzung, an die erinnert wird.
Des Weiteren wurde am 17. September 2014 in der Pionýrská ein Stolperstein für ihn verlegt.